# Brunskär, Värmdö kommun

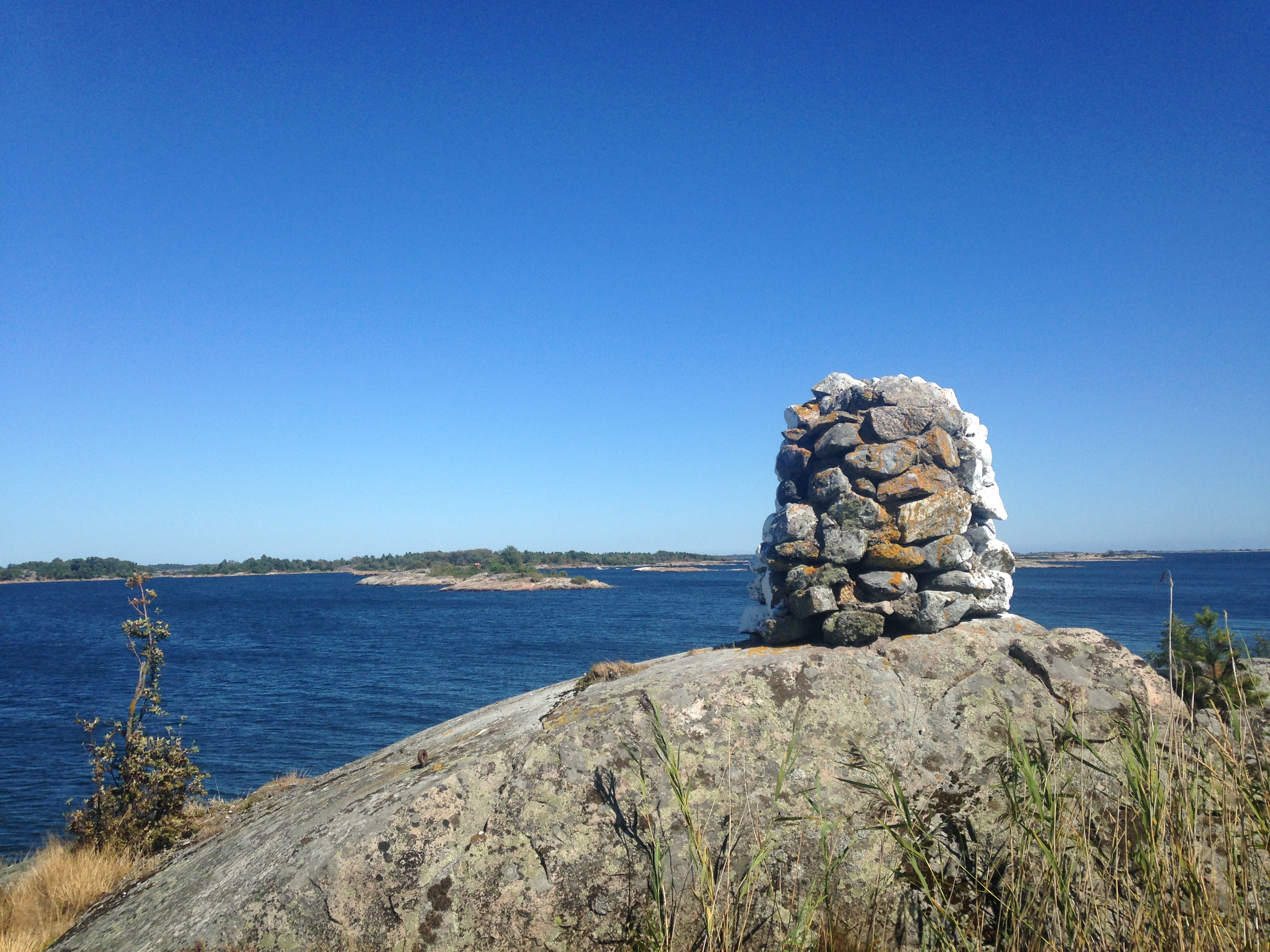
Det militära stenkumlet på Kummeludden på Ormskär

Brunskär är en ö i Stockholms skärgård i Nämdö socken och Värmdö kommun. Brunskär och omkringliggande öar ingår i Bullerö naturreservat.

## Historia
På Brunskär anlades i början av 1800-talet ett torp som löd under Östanviks gård på Nämdö. År 1840 var nio personer bosatta på ön. Under en period i slutet av 1800-talet flyttade invånarna till den närliggande men mindre ön Brunskärs Trätskär. De flyttade tillbaka till Brunskär 1896, men ön förlorade hela sin befolkning i ett slag när familjen som bodde där drunknande under segling, möjligen alldeles i början av 1900-talet. Ön har sedan dess varit obebodd.
Lantmäterikartor från omkring 1900 visar att invånarna brukade tre små åkerlappar på Ormskär, Brunskär respektive Brunskärs Trätskär. Den på Brunskär benämndes Hemängen enligt ortnamregistret. I utkanten av den idag vildvuxna Hemängen låg Brunskärstorpet, vars grunder idag kan anas och är registrerade i fornminnesregistret. Torparbyggnaden på Brunskärs Trätskär låg på öns sydvästra del vid den idag populära naturhamnen vid Hamnskärsund. Denna plats benämndes förr Tomten, vilket etymologiskt betyder 'övergiven bebyggelse'.
Skofabrikören Gustav Pott köpte ön och omgivande skärgård 1906 och två år senare uppfördes hans pampiga villa på Idöborg. Pott var en passionerad jägare men avskydde att vara till sjöss, därför tvingades torparsonen Knut Sandström på Rågskär att göra dagsverken och konstruera ett 2,5 kilometer långt brosystem mellan öarna i hans skärgård. Tydliga lämningar av brofundament kan beskådas vid Ormskärsströmmen mellan Brunskär och Ormskär. Pott sålde sin skärgård 1927 till Torsten Kreuger på Bullerön som i sin tur sålde öarna till staten 1967, vilka nu utgör Bulleröns naturreservat.

## Geografi
Brunskär ligger i ögruppen Skoboradens norra del som ligger i Nämdö socken. Den är landfast med Måskobben i öster. Det uppgrundade sund som en gång skilde öarna åt utgörs idag av viken Brunskärskitteln i norr och insjön Brunskärsmaren i söder (efterledet 'mar' betecknar grunda ibland avsnörda vikar, ofta med riklig vassvegetation). Ön skiljs i nordöst från Ormskär av Ormskärsströmmen och i sydväst från Brunskärs Trätskär av Brunskärssund. Både sunden utgör populära naturhamnar och där har Skärgårdsstiftelsen placerat två sopmajor. Ytterligare sopmajor finns på Ormskär och Brunskärs Trätskär. Förleden trät- är vanlig på öar i Stockholms skärgård som ligger invid rågångar och där tvister funnits om äganderätten. Brunskärs Trätskär, liksom närliggande Hamnskärs Trätskär, vittnar om mindre god grannsämja med torparen på Hamnskär som historiskt lytt under Västanviks gård på Nämdö. Ett smalt men för motorbåtar farbart sund i söder skiljer Brunskär från Gumskobben. Av namnet att döma höll man gumsar (baggar) på kobben.
Öarna Ormskär och Sprängan utgör Skoboradens nordligaste öar. Öster om Ormskär och mellan Sprängan, Lill-Ormskär och Alpeskobben (förleden 'alpes' betyder alfågelhane, en fågel som var det vanligaste bytet vid sjöfågeljakt) ligger naturhamnen Ormskärsfladen. På nordvästra Ormskär vid Kummeludden finns ett stort stenkummel. Namnet Kummeludden är känt sedan 1933 genom en ortnamnsuppteckning, vilket ger en fingervisning om kumlets ålder.